# Владычкино (Пензенская область)
Владычкино — посёлок в Пачелмском районе Пензенской области России. Входит в состав Новотолковского сельсовета.

## География
Посёлок находится в западной части Пензенской области, в пределах Приволжской возвышенности, в лесостепной зоне, на правом берегу реки Пачелмы, на расстоянии примерно 3 километров (по прямой) к востоку от Пачелмы, административного центра района.

### Климат
Климат характеризуется как умеренно континентальный, с холодной продолжительной зимой и тёплым летом. Среднегодовая температура воздуха — 3,6 — 3,8 °C. Средняя температура воздуха самого тёплого месяца (июля) — 19 °C (абсолютный максимум — 39 °C); самого холодного (января) — −12 °C (абсолютный минимум — −49 °C). Вегетационный период длится 145 дней. Среднегодовое количество атмосферных осадков варьируется от 460 до 480 мм, из которых большая часть выпадает в тёплый период. Снежный покров устанавливается в конце ноября и держится в течение 150 дней.

### Часовой пояс
Посёлок Владычкино, как и вся Пензенская область, находится в часовой зоне МСК (московское время). Смещение применяемого времени относительно UTC составляет +3:00.

## Население
| 2010 |
| ---- |
| 4    |

### Национальный состав
Согласно результатам переписи 2002 года, в национальной структуре населения русские составляли 100 % из 14 человек.